# 原バスストップ
原バスストップ（はらバスストップ）は静岡県沼津市の東名高速道路上にあるバス停留所で、東名原（とうめいはら）ともいわれる。
開業当初から東名ハイウェイバスは停車せず、静岡鉄道（現：しずてつジャストライン）・富士急行が運行していた沼津駅 - 新静岡駅の「東名静岡沼津線」と一部の東名急行バスのみ停車していたが、昭和50年代に両路線とも廃止・休止になってからは全くバスの停車しない停留所となっている。
現在はプラットホームは残っているが看板などは全て撤去されている。非常電話が設置されており、非常駐車帯として機能している。
かつては付近（徒歩約3分）に富士急シティバスの東海大線（原駅 - 東海大学間、2014年4月廃止）の東名原入口（とうめいはらいりぐち）停留所があり、当停留所へのアクセス機能を担っていた。

## 歴史
- 1969年6月10日 : 開設
- 1975年3月31日 : 東名急行バスが廃止される
- 1984年1月31日 : 東名静岡沼津線が休止
- 1999年3月31日 : 東名静岡沼津線が正式に廃止

## 隣接のバス停
沼津BS - 愛鷹BS（路線休止時は未設置） - 原BS - 中里BS